# Henryk Hawryszczak
Henryk Paweł Hawryszczak (ur. 19 kwietnia 1948 - zm. 3 września 2023) – polski duchowny prawosławny, biskup-elekt Diecezji Polskiej Ukraińskiego Apostolskiego Kościoła Prawosławnego.
Pochodził z Łodzi. Do stycznia 2018 r. był duchownym Kościoła Starokatolickiego w RP, pełniąc funkcję wikariusza generalnego Kościoła oraz rezydenta Parafii Podwyższenia Świętego Krzyża w Łodzi. Piastuje między innymi funkcję wiceprezesa Stowarzyszenia "Emmanuel", skarbnika Stowarzyszenia Charytatywnego Na Rzecz Pomocy Dzieciom i Młodzieży "Serce Matki" oraz członka zarządu Stowarzyszenia Charytatywnego "Słuchaj Swego Serca". W grudniu 2018 r. dokonał konwersji na prawosławie, stając się duchownym Apostolskiego Kościoła Prawosławnego na Ukrainie. W lipcu 2019 roku Zgromadzenie Diecezji Polskiej Ukraińskiego Apostolskiego Kościoła Prawosławnego podjęło uchwałę, w której na urząd biskupa wybrało ks. Henryka Hawryszczaka (na urząd biskupa wybrano także ks. Witolda Niedźwiedzkiego i ks. Marcina Puchałę).
Zmarł 3 września 2023 roku.